# Viimsi
Viimsi est un petit bourg (alevik) estonien appartenant à la commune du même nom, dont c'est le chef-lieu administratif dans la région d'Harju, au nord du pays. Sa population était de 2 380 habitants au 1er janvier 2010.